# C-TAP
C-TAP (Common Terminal Acquirer Protocol) is de specificatie die in de Benelux-landen gehanteerd wordt voor betaalautomaten. C-TAP is in Nederland de opvolger van de BeaNetspecificatie, die niet geschikt is voor het ondersteunen van EMV-transacties en de eisen die SEPA stelt (Single Euro Payments Area).

## Betaalkaart en BeaNet
In de jaren 80 deed de betaalkaart zijn intrede in het Nederlandse toonbankbetalingsverkeer. Aanvankelijk ontwikkelden de banken en de Postbank ieder hun eigen standaard voor de betaalkaart. Het was echter wenselijk dat alle uitgegeven betaalkaarten door alle betaalautomaten in Nederland werden geaccepteerd. Onder leiding van de Nederlandsche Bank (DNB) zijn beide standaarden ondergebracht in het bedrijf BeaNet. BeaNet werd verantwoordelijk voor het verwerken van GIRO (Postbank) en BANK (overige banken) later zijn deze twee producten samengevoegd in het product PIN. Om dergelijke EFT/POS transacties op betaalautomaten te verwerken is de BeaNet-terminal (Dutch banks EFT/POS specifications) ontwikkeld. In 1994 is BeaNet samen met BankGiroCentrale en Eurocard Nederland gefuseerd in het bedrijf Interpay dat inmiddels Equens heet.

## Eisen vanwege Single Euro Payments Area
In het kader van de invoering van de Single Euro Payments Area (SEPA) zijn afspraken gemaakt over de eisen voor betaalkaarten. Deze komen erop neer dat betaalkaarten vanaf 2011 in plaats van de magneetstrip de EMV-chip (gebruikt geïntegreerde schakeling) moeten gebruiken als datadrager. Tevens moet voor de autorisatie van transacties overal een pincode gebruikt worden. In Nederland was dit vanaf de introductie van de betaalkaart al het geval, maar in andere landen (zoals bijvoorbeeld het Verenigd Koninkrijk) werd gebruikgemaakt van een handtekening. Tevens bepaalde SEPA dat er sprake moest zijn van een open marktmodel, waarbij acceptanten van betaaltransacties zelf konden kiezen waar zij deze laten verwerken. BeaNet is niet in staat deze eisen te ondersteunen. In 2004 hebben Equens en de Nederlandse banken derhalve besloten tot de invoering van C-TAP.

## C-TAP Authority
De C-TAP Authority is de non-profit stichting die verantwoordelijk is voor de C-TAP gerelateerde taken in Nederland. Zij houdt zich bezig met de evolutie van de specificaties in overleg met de gebruikers van C-TAP, het certificeren van terminals en het onderhouden van de basis set parameters die in iedere C-TAP terminal aanwezig moeten zijn om hem correct te laten functioneren (de zogenaamde Common Parameters). In het kader van de harmonisering van het Europese betalingsverkeer zal het beheer van C-TAP worden overgedragen aan Acquiris, een Europese organisatie.